# Maison Cailler
De Maison Cailler is een chocoladefabriek in Broc, in het kanton Fribourg in Zwitserland. Het bedrijf werd opgericht door Alexandre-François-Louis Cailler in 1898. De fabriek is sinds 1929 eigendom van Nestlé.

## Geschiedenis
In de periode 1897-1898 verhuisde directeur van chocoladeproducent Alexandre-François-Louis Cailler het productieproces van de chocolade naar een nieuwe fabriek in Broc. De opening van de fabriek ging gepaard met de ontwikkeling van een nieuw productieproces voor de massafabricage van melkchocolade. Er volgde een snelle groei van het bedrijf, dat 120 werknemers telde in 1898 en 1400 in 1913. De fabriek zorgde voor een bijzondere economische ontwikkeling in de Gruyèrestreek, terwijl de economie van het kanton Fribourg op dat moment nog vooral een agrarisch gericht was. In 1929 werd Maison Cailler overgenomen door Nestlé.
De fabriek ligt aan het einde van de spoorlijn van Bulle naar het station Broc-Fabrique en is daarop aangesloten. De spoorwegmaatschappij 'Chemins de fer électriques de la Gruyère', waarvan Alexandre-François-Louis Cailler bestuurder was ten tijde van de aanleg, opende in 1912 deze spoorlijn en ook het station 'Broc-Fabrique'.
De fabriek heeft een bezoekerscentrum waarin de geschiedenis van het bedrijf en het productieproces van Zwitserse chocolade wordt uitgelegd.

## Afbeeldingen

Luchtbeeld van de chocoladefabriek tijdens het interbellum.
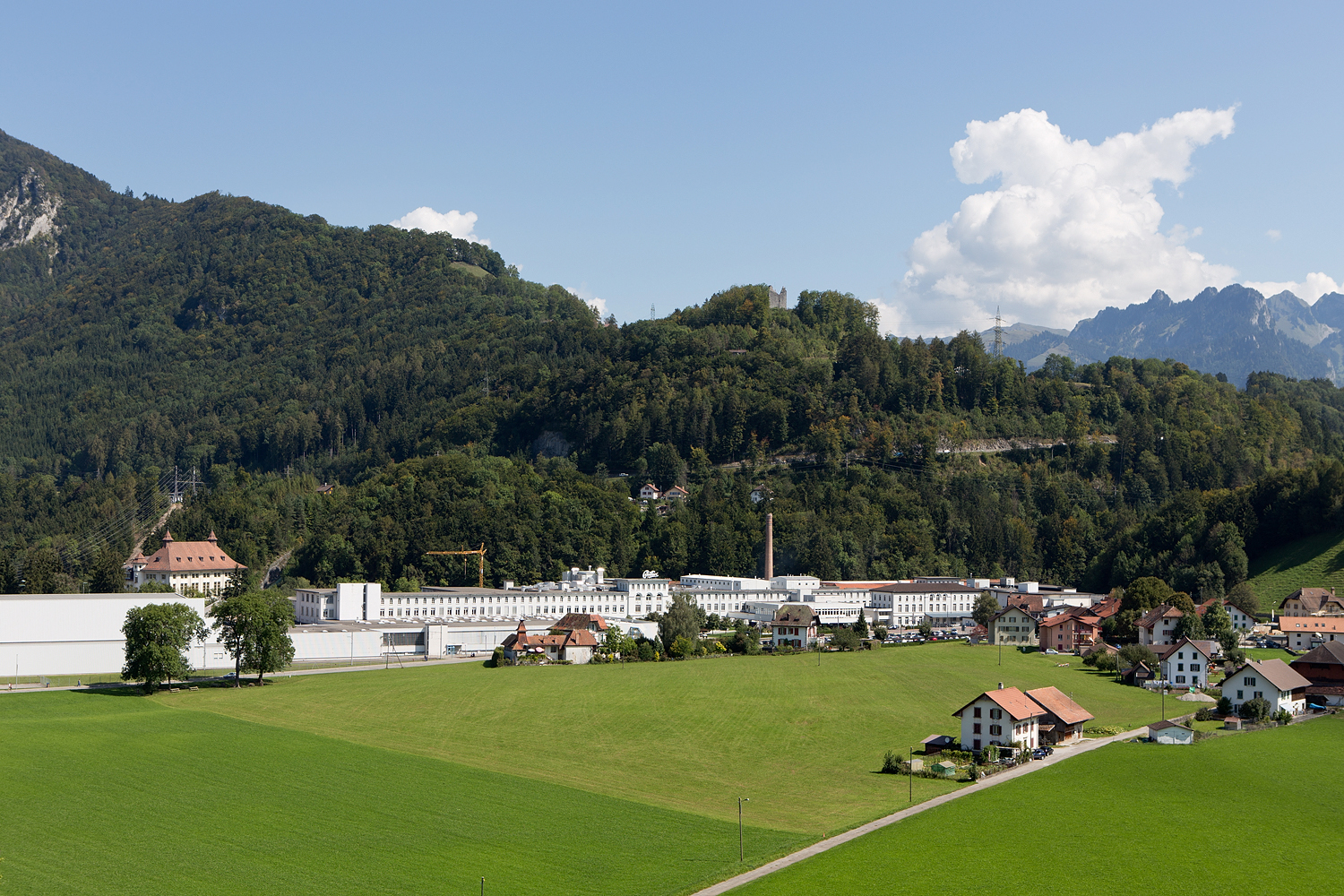
De chocoladefabriek van Broc in 2014
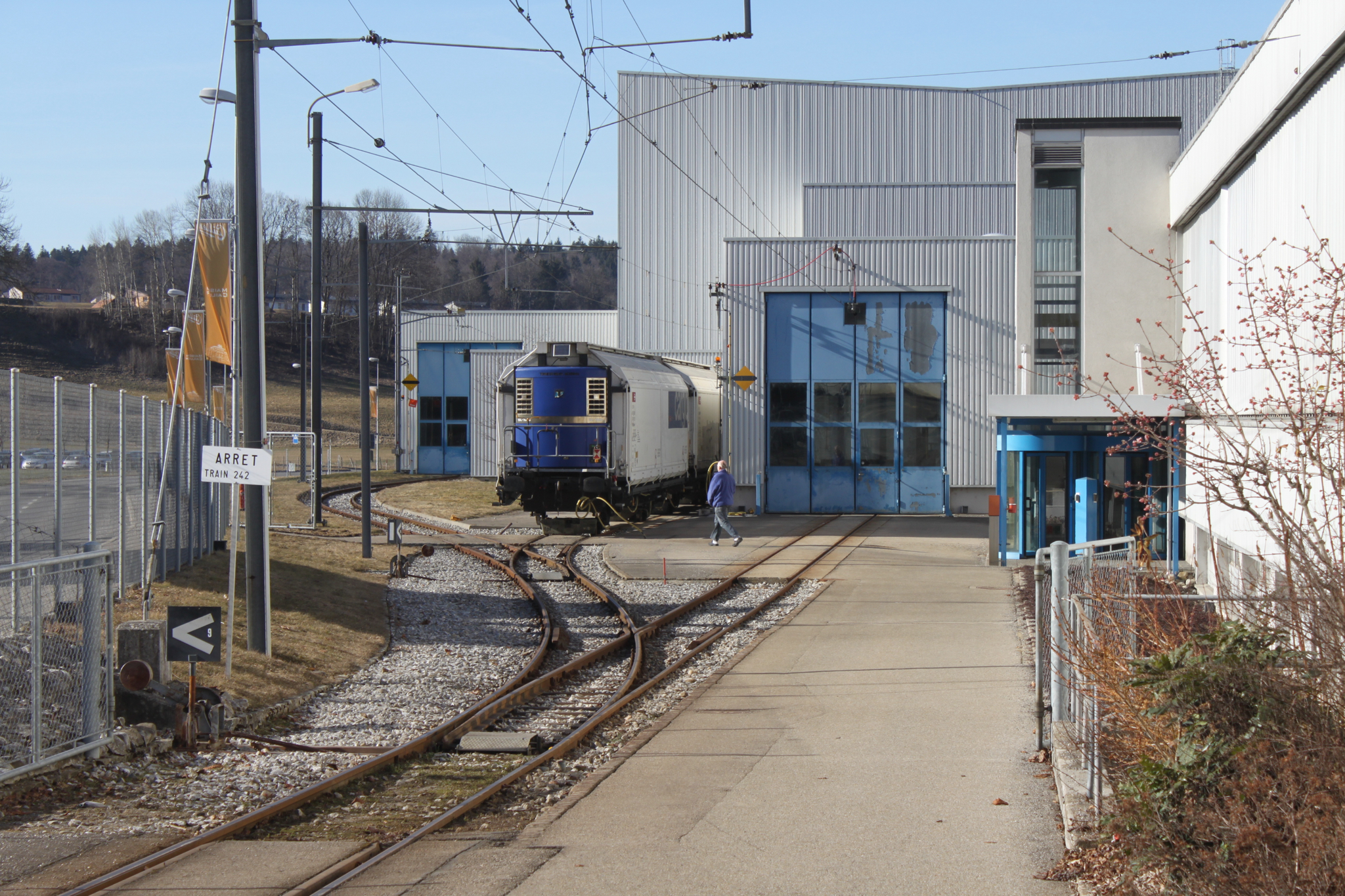
Aansluiting van de fabriek op het spoorwegennet
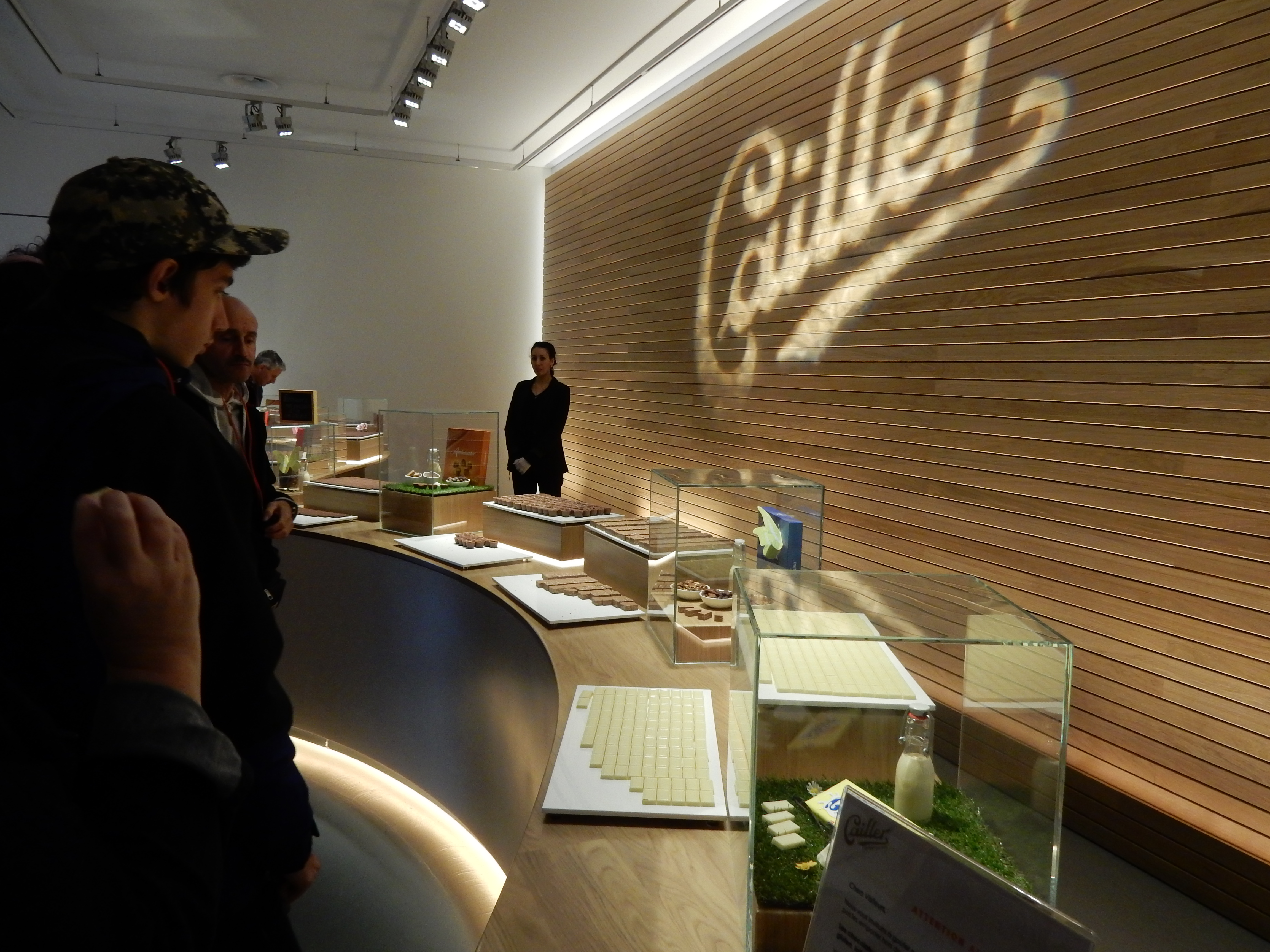
Bezoekerscentrum.